# Новоакшинське сільське поселення
Новоа́кшинське сільське поселення (рос. Новоакшинское сельское поселение) — муніципальне утворення у складі Старошайговського району Мордовії, Росія. Адміністративний центр — село Нове Акшино.

## Історія
Станом на 2002 рік існували Мізерянська сільська рада (села Мізеряни, Підверніха, Старе Акшино) та Новоакшинська сільська рада (села Бугро-Ключі, Нове Акшино, селище Красна Рудня).

## Населення
Населення — 878 осіб (2019, 958 у 2010, 1153 у 2002).

## Склад
До складу поселення входять такі населені пункти:
| Населений пункт        | Населення, осіб (2002) | Населення, осіб (2010) |
| ---------------------- | ---------------------- | ---------------------- |
| Бугро-Ключі, село      | 30                     | 18                     |
| Красна Рудня, селище   | 207                    | 141                    |
| Мізеряни, село         | 65                     | 56                     |
| Нове Акшино, село      | 625                    | 561                    |
| Підверніха, село       | 174                    | 151                    |
| Старе Акшино, присілок | 52                     | 31                     |